# Deadnaming
Deadnaming („den toten Namen nennen“) bezeichnet die Verwendung des sogenannten Deadnames einer Person. Deadname ([ˈdɛdneɪ̯m]; englisch für „toter Name“) bezeichnet bei einer Person, die einen neuen Vornamen angenommen hat, den alten, von der betreffenden Person nicht mehr verwendeten Vornamen. Dies ist üblicherweise bei Transgender- und nichtbinären Personen der Fall. Das Deadnaming kann unabsichtlich geschehen, etwa weil der Sprecher noch nicht von der Namensänderung weiß oder sich noch nicht daran gewöhnt hat, oder auch in der transfeindlichen Absicht eines Sprechers, den gewählten Namen der Person nicht anzuerkennen (und damit möglicherweise auch nicht ihr Geschlecht/Gender). Betroffene Personen empfinden es in der Regel – unabhängig von der Absicht – verletzend und belastend, mit dem Deadname in Verbindung gebracht zu werden und ihn zu hören. Deadnaming wird als eine Form des Misgenderns angesehen.

## Erläuterung
Menschen erhalten bei der Geburt einen oder mehrere individuelle Vornamen, die in der Regel auf ein bestimmtes Geschlecht hinweisen. So wird etwa ein als männlich geltender Vorname für ein Kind verwendet, das auch dem männlichen Geschlecht zugeordnet wird. Weil bei trans Personen die eigene Geschlechtsidentität nicht zu dem Geschlecht, dem sie zugeordnet worden sind, passt, was von ihnen als unangenehm empfunden wird, halten sie häufig den ihnen bei Geburt zugewiesenen Vornamen für unpassend und ersetzen ihn durch einen neugewählten Vornamen.
Sie ziehen es in der Regel vor, wenn nur noch der neue selbstgewählte Name verwendet wird, und zwar auch in Bezug auf die Vergangenheit, in der die Person den Deadname noch nicht abgelegt hatte. Lebt die Person bereits lange in der ihrer Identität entsprechenden Geschlechtsrolle und hat sich äußerlich angepasst, kann Deadnaming auch ein Fremd-Outing bedeuten, indem andere erst dadurch erfahren, dass die betroffene Person transgender ist.
Es gibt aber auch Transsexuelle, die ihren früheren Namen behalten, etwa der deutsche Pastor Ines-Paul Baumann, der seinen Namen Ines behielt und um Paul ergänzte.

## Gesundheit
Den abgelegten Deadname zu hören, kann Gefühle von Angst, Gender-Dysphorie und einem Fehlen an Akzeptanz und Sicherheit auslösen. Durch Verwendung des Deadnames gegenüber Personen geoutet zu werden, ist auch potenziell gefährlich, wenn diese möglicherweise mit Belästigung, Diskriminierung oder Gewalt reagieren. Abbie Goldberg, Professorin für Genderfragen und Psychologie, erklärt: „Menschen, die mit ihrem Deadname angesprochen werden, insbesondere von Freunden oder Nahestehenden, können dies als Signal erfahren, dass diese Person sie nicht respektiert, unterstützt oder nicht genug ernst nimmt, um sich die Mühe zu geben, den richtigen Namen zu verwenden. Das Ergebnis kann ein Gefühl tiefgreifender Entwertung sein und ist mindestens invasiv und unerwünscht.“ Sich auf diese Weise mit dem Deadname befassen zu müssen, kann daher zu chronischem Stress, Depressionen, niedrigem Selbstwertgefühl und Suizidgedanken führen.
Die Verwendung des selbstgewählten Namens wiederum verbessere gemäß einer 2018 im Journal of Adolescent Health veröffentlichten Studie an Transgender-Jugendlichen die psychische Gesundheit der Angesprochenen, indem depressive Symptome und Suizidalität reduziert werden.

## Medien

### Nachrichten/Zeitungen
Die meisten Menschen, die nicht selbst transgender sind, kommen mit dem Thema erst und hauptsächlich durch die Medien in Berührung, insbesondere wenn über Coming-outs von Prominenten berichtet wird. So erreichte die Bezeichnung Deadnaming erstmals öffentliche Aufmerksamkeit nach dem Coming-out von Caitlyn Jenner im Jahr 2015, als viele Zeitungen und Online-Medien noch den früheren Namen erwähnten. 2020 wurden Medien in den USA und auch in Deutschland für Deadnaming in Bezug auf Elliot Page kritisiert und andere gelobt, die den Deadname ausgelassen hatten. LGBT-Verbände gaben Schreibratgeber zu Transgender-Themen heraus; so schreibt die Trans Journalists Association in ihrem Styleguide, es gebe niemals einen Grund, den Deadname einer Person in einem Artikel zu veröffentlichen, und Journalisten sollten unterlassen, nach dieser Information zu fragen. Nach dem Tod der US-amerikanischen Transgender-Aktivistin Aimee Stephens im Mai 2020 führte die Kritik am Deadnaming in Nachrufen der größten Zeitungen dazu, dass beispielsweise die New York Times und die Associated Press ihre Artikel änderten und im Nachhinein Stephens’ Geburtsnamen entfernten und sich ihre Herausgeber für das Deadnaming entschuldigten.
Ein besonderes Problem in den USA ist Deadnaming in Berichten über ermordete trans Personen als Folge von Deadnaming durch die Polizei. Laverne Cox kritisierte dies 2018 scharf als doppelte Ungerechtigkeit. Laut einem im August 2018 von ProPublica veröffentlichten Bericht wurden seit Januar 2015 in 74 von 85 Mordfällen an trans Personen diese durch die Polizei mit ihrem Deadname und falschem Geschlecht identifiziert. Im November 2020 berichtete Media Matters, in dem Jahr seien bis dahin zwei Drittel der Opfer transfeindlicher Gewalt von Nachrichtenplattformen mit ihrem falschen Namen oder Geschlecht bezeichnet worden.
In Deutschland kritisierten beispielsweise der Autor Linus Giese Berichte, die Chelsea Manning deadnamen, sowie das Onlinemagazin für Medienkritik Übermedien Zeitungen und Magazine, die häufig bereits in der Überschrift oder dem ersten Absatz den Deadname einer transgender Personen mitnennen.

### Andere
Im Oktober 2018 ergänzte die Social-Media-Plattform Twitter ihre Nutzungsregeln mit einem Verbot von Deadnaming und Misgendering. Ein Jahr später merkten Betroffene an, das Verbot sei ineffektiv und kaum durchgesetzt. Die Internet Movie Database änderte im August 2019 ihre Regeln nach Vorwürfen durch transgender Schauspieler dahingehend, dass der Geburtsname entfernt werden darf.
Die Kaffeehauskette Starbucks veröffentlichte im Februar 2020 in Großbritannien einen Werbespot zu Deadnaming, für den sie mit dem Diversity in Advertising Award von Channel 4 ausgezeichnet wurde.

## Rechtliches

### Bundesrepublik Deutschland
Am 1. November 2024 trat das Gesetz über die Selbstbestimmung in Bezug auf den Geschlechtseintrag (SBGG) in Kraft, das das Transsexuellengesetz ablöste. Zur Änderung des Geschlechtseintrags und der Vornamen einer Person ist seitdem lediglich eine Erklärung vor dem Standesamt notwendig (§ 2 Abs. 1 SBGG) sowie die Versicherung, dass der gewählte Geschlechtseintrag oder die Vornamen der Geschlechtsidentität am besten entsprechen. Auch das SBGG enthält ein Offenbarungsverbot, nach dem es untersagt ist, den früheren Geschlechtseintrag und frühere Vornamen zu offenbaren oder auszuforschen (§ 13 SBGG). Hiervon sind drei Ausnahmen vorgesehen:
1. Nutzung personenbezogener Daten im Rahmen der Aufgabenerfüllung öffentlicher Stellen (§ 13 Abs. 1 Satz 2 Nr. 1 SBGG),
2. Offenbarung der Daten aus besonderen Gründen des öffentlichen Interesses (§ 13 Abs. 1 Satz 2 Nr. 2 SBGG),
3. Glaubhaftmachung eines rechtlichen Interesses (§ 13 Abs. 1 Satz 2 Nr. 3 SBGG).

Darüber hinaus legt § 13 Abs. 2 SBGG fest, dass der frühere und der derzeitige Ehegatte, Verwandte in gerader Linie und der andere Elternteil eines Kindes der betroffenen Person nur dann verpflichtet sind, deren geänderten Geschlechtseintrag oder deren geänderte Vornamen anzugeben, wenn dies für die Führung öffentlicher Bücher und Register oder im Rechtsverkehr erforderlich ist. Im Übrigen gilt für sie das Offenbarungs- und Ausforschungsverbot nach Absatz 1 Satz 1 nicht, es sei denn, sie handeln in Schädigungsabsicht. Nicht vom Offenbarungsverbot ausgenommen sind aber der Ehegatte aus einer nach der Änderung des Geschlechtseintrags und der Vornamen geschlossenen Ehe, das nach der Änderung des Geschlechtseintrags und der Vornamen geborene oder angenommene Kind sowie der andere Elternteil eines Kindes, das geboren oder angenommen wurde, nachdem die betroffene Person die Änderung des Geschlechtseintrags und der Vornamen erklärt hat.
Wer gegen das Offenbarungsverbot verstößt und den Betroffenen dadurch absichtlich schädigt, begeht eine Ordnungswidrigkeit und kann mit einer Geldbuße in Höhe von bis zu 10.000 € belegt werden (§ 14 SBGG). Ob bei unzulässiger Offenbarung ohne diese Absicht ein Anspruch auf Schmerzensgeld besteht, ist nicht im SBGG geregelt.

#### Geschichte
Das Transsexuellengesetz, das am 1. Januar 1981 in Kraft getreten war, enthielt zwar ein Offenbarungsverbot, dem zufolge der frühere Name von Personen, die ihren Vornamen amtlich hatten ändern lassen, nicht offenbart und ausgeforscht werden durfte, war allerdings nicht strafbewehrt. Im Juli 2020 zeigte die baden-württembergische Grünen-Politikerin und Transfrau Maike Pfuderer den Parteikollegen Boris Palmer wegen Beleidigung an, nachdem er sie auf Facebook mit dem Pronomen „ihn“ bezeichnete und ihren früheren Namen verwendete, was sie als bewusste Provokation und Teil einer Strategie zur Diskursverschiebung ansah. Im August erging die Entscheidung der Staatsanwaltschaft Tübingen, das Verfahren mangels hinreichenden Tatverdachts einzustellen. Seine Äußerungen mögen taktlos und unhöflich sein, aber würden nicht die Grenze einer strafbaren Handlung erreichen. Pfuderer bezeichnet das deutsche Transsexuellengesetz als „zahnloser Tiger. Es hilft nicht, wenn wir Rechte, aber keinen Rechtsschutz haben.“ Sie will auf Bundesebene erreichen, dass Deadnaming künftig unter Strafe gestellt wird.
Im April 2021 klagte eine Transfrau aus Waltrop beim Amtsgericht Recklinghausen auf Unterlassung gegen ihren ehemaligen Nachbarn, der sie wiederholt und öffentlich durch Deadnaming lächerlich gemacht habe. Ihr Anwalt erklärte: „Juristisch sieht es so aus, dass das allgemeine Persönlichkeitsrecht meiner Mandantin einen Anspruch darauf verleiht, bei ihrem richtigen, weiblichen Vornamen genannt zu werden. Denn niemand muss es sich gefallen lassen, beim falschen Geschlechtervornamen genannt zu werden.“ Das Amtsgericht untersagte die Benutzung des Deadnames und drohte ein Ordnungsgeld von 250.000 Euro an.

### Vereinigtes Königreich
Als erster britischer Deadnaming-Rechtsfall gilt die Anzeige der Anwältin und trans Frau Stephanie Hayden gegen den Drehbuchautor Graham Linehan, nachdem er sie im September 2018 auf Twitter unter anderem mit ihrem männlichen Geburtsnamen bezeichnete. Hayden sagte, sein Handeln verursache ihr Leiden und sei ein grober Affront gegen ihre Würde als Frau. Linehan erhielt von der Polizei eine Verwarnung wegen verbaler Belästigung und soll Hayden nicht mehr kontaktieren.